# 1995 FT
1995 FT är en asteroid i huvudbältet som upptäcktes den 28 mars 1995 av den japanska astronomen Takao Kobayashi vid Ōizumi-observatoriet.
Asteroiden har en diameter på ungefär 4 kilometer.